# Шлезвиг-Холщайн-Зондербург-Глюксбург
Шлезвиг-Холщайн-Зондербург-Глюксбург, или накратко Глюксбург (на немски: Schleswig-Holstein-Sonderburg-Glücksburg, Haus Glücksburg; на датски: Slesvig-Holsten-Sønderborg-Lyksborg, Glücksborg), е кадетска линия, образувана през 1825 г. от княжеската династия Шлезвиг-Холщайн-Зондербург, която на свой ред е кадетска линия на княжеската Олденбургска династия.
Династията дава монарсите на Дания (от 1863) и Норвегия (от 1905) и от 1863 до 1974 г. на Гърция. Филип, херцог на Единбург, бащата на британския крал Чарлз III също е от тази династия, затова родът по мъжка линия де факто дава кралете на Обединеното кралство.

## Херцози на Глюксбург
Основател на династията е принц Фридрих Вилхелм (1785 – 1831), херцог на Холщайн-Бек от 1816 г. През 1825 г. получава в наследство и властта над херцогство Глюксбург. През 1810 г. се жени за Луиза-Каролина (1789 – 1867), дъщеря на принц Карл фон Хесен-Касел, от която има десет деца:
- Мария (1810 – 1869), омъжена първо (1837) за полковник Фридрих фон Лансберг, а след това (1846) за Алфред фон Хоентал;
- Фредерика (1811 – 1902), омъжена (1834) за херцог Александър-Карл;
- Карл (1813 – 1878), женен (1838) за Вилхелмина (1808 – 1891), дъщеря на датския крал Фредерик VI;
- Фридрих (Фредерик) (1814 – 1885), офицер в датската армия, сключва брак (1841) с Аделхайд (1821 – 1899);
  - Фридрих-Фердинанд (1855 – 1934), женен (1885) за Каролина-Матилда (1860 – 1932), дъщеря на херцог Фридрих фон Олденбург-Аугустенбург;
    - Виктория-Аделаида (1885 – 1970), омъжена (1905) за Чарлз-Едуард, херцог Олбъни и Сакс-Кобург-Гота (1884 – 1954);
    - Александра-Виктория (1887 – 1957), омъжена (1908) за принц Август-Вилхелм (1887 – 1949), син на германския император Вилхелм II
    - Хелена (1888 – 1962), омъжена за братовчед си принц Харолд (1876 – 1949), син на датския крал Фредерик VIII;
    - Вилхелм-Фридрих (1891 – 1965), женен за принцеса Мария-Мелита фон Хоенлое-Лангенбург;
      - Петер (1922 – 1980), женен за принцеса Мария-Аликс фон Шаумбург-Липе и е баща на четири деца;

  - Алберт фон Шлезвиг-Холщайн-Зондербург-Глюксбург (1863 – 1948), женен (1906) за графиня Ортруд фон Изенбург (1879 – 1918);
    - Фридрих (Фредерик)-Фердинанд (1913 – 1989), женен за Анастасия, дъщеря на великия херцог Фридрих-Франц IV фон Мекленбург-Шверин, от която има четири дъщери;
    - Ортруд (1925 – 1980), омъжена (1951) за Ернст-Август фон Хановер (1914 – 1987);
- Вилхелм (1816 – 1893), датски генерал, неженен;
- Кристиан IX (1818 – 1906), бъдещ крал на Дания;
- Луиза (1820 – 1894), абатиса в Итцехо от 1860 г.;
- Юлиус (1824 – 1903), женен (1883) за Елизабет фон Цигезар (1856 – 1887);
- Ханс (Йохан) (1825 – 1911);
- Николай (Николаус) (1828 – 1849).[1]

Херцози на Глюксбург (от 1825 г.)
- 1825 – 1831 Фридрих Вилхелм (1785 – 1831)
- 1831 – 1878 Карл (1813 – 1878), старши син на Фридрих Вилхелм
- 1878 – 1885 Фридрих (1814 – 1885), втори син на Фридрих Вилхелм
- 1885 – 1934 Фридрих-Фердинанд (1855 – 1934), син на Фридрих
- 1934 – 1965 Вилхелм-Фридрих (1891 – 1965), син на Фридрих-Фердинанд
- 1965 – 1980 Петер (1922 – 1980), син на Вилхелм-Фридрих
- 1980 – 2023 Кристоф (1949 – 2023), син на Петер

## Крале на Дания

### Кристиан IX
През 1863 г. на датския престол се възкачва един от братята Глюксбург – Кристиан IX (1863 – 1906). Благодарение на правата на съпругата си (от 1869) Луиза (1817 – 1898), дъщеря на принц Вилхелм фон Хесен-Касел-Румпенхайм, братовчедка и наследница на крал Фредерик VII, той е избран за владетел на Дания. През 1866 г. обявява ревизия на либералната конституция от 1849 г., последвана от продължителна конституционна криза в страната. По време на войната с Прусия (1864) Дания търпи поражение и губи властта над херцогствата Шлезвиг и Холщайн.
Деца на Кристиан IX са: бъдещият крал Фредерик VIII (1843 – 1912); Александра (1844 – 1925), омъжена за английския крал Едуард VII; Дагмар (Мария Фьодоровна) (1847 – 1928), руска императрица чрез брака си (1866) с Александър III; Вилхелм (1845 – 1913), избран за крал на Гърция под името Георгиос I; Тира (1853 – 1933), съпруга (от 1878) на херцог Ернст-Август Къмбърланд, син на хановерския крал Георг V; Валдемар (1858 – 1939).
Принц Валдемар, най-малкият от синовете на Кристиан IX, е най-сериозният претендент за българския престол след абдикацията на княз Александър I Батемберг. Одобрен е от българското Велико народно събрание, но поради отрицателната реакция на Русия е принуден да оттегли кандидатурата си (1886). От брака си (1885) с Мария (1865 – 1909), дъщеря на херцог Робер дьо Шартр той има пет деца. Дъщеря му Маргарита (1895 – 1992) е омъжена (1921) за принц Рене (Ренато) ди Бурбон-Парма. Първородният му син Ааге (1887 – 1940), висш офицер в датската армия, сключва морганатичен брак (1914) с италианската графиня Матилда Калви ди Берголо (1885 – 1949). По този начин губи правата си на принц и получава титлата „граф Розенборг“. Единственият му син Валдемар ((1915 – 1995) няма наследници от съпругата си (1949), баронеса Флор д’Юар Сен-Морис.
Принц Аксел (1888 – 1964), втори си на принц Валдемар, е адмирал в датския флот. Женен (1919) е за Маргарита (1888 – 1964), дъщеря на шведския принц Карл Бернадот и е баща на: принц Георг (1920 – 1986) и граф Флеминг Розенборг (1922 – 2002). Георг няма потомци от брака си (1950) с лейди Анна Боуис-Лайън (1917 – 1980), а граф Флеминг, женен (1949) за датчанката Рут Нилсен (род. 1924), има четири деца.
Третият син на принц Валдемар, граф Ерик Розенборг (1890 – 1950), взема за съпруга (1924) родената в Канада Лоуис Бут (1897 – 1941). Дъщеря им Александра (1927 – 1992) е омъжена (1951) за Ивар Винд (1921 – 1977), а синът им, граф Кристиан Розенборг (1932 – 1997), сключва брак (1962) с Карин Лютихау (род. 1938), от която има две деца.
Граф Вито Розенборг (1893 – 1970), най-малкият син на принц Валдемар, се жени (1924) за американката Елинър Грийн (1897 – 1966), от която няма потомци.

### Фредерик VIII
През 1906 г. за крал на Дания е обявен Фредерик VIII (1906 – 1912), първороден син на Кристиан IX. Той продължава политическите традиции от времето на баща си и засилва ролята на парламента в обществения живот на страната. През 1869 г. сключва брак с Ловиса (Луиза) (1851 – 1926), дъщеря на шведския крал Карл XV. Техни деца са: Кристиан X (1870 – 1947), бъдещия крал на Дания; Карл (1872 –1957), провъзгласен за норвежки крал ход името Хокон VII; Луиза (1875 – 1906), омъжена (1896) за принц Фридрих фон Шаумбург-Липе; Харалд (1876 – 1949); Ингеборг (1878 – 1958), съпруга (от 1897) на принц Карл, син на шведския крал Густав V; Тира (1880 – 1945), неомъжена; Густав (1887 – 1944), неженен; Дагмар (1890 – 1961), омъжена (1922) за Йорген Кастенскиолд (1893 – 1978).
Принц Харалд, трети син на Фредерик VIII, сключва брак (1909) с братовчедка си Хелена (1888 – 1962), дъщеря на херцог Фридрих-Фердинанд и е баща на две дъщери, които също се омъжжват за свои братовчеди. Теодара (1910 – 1975) става съпруга (1933) на принц Кристиан фон Шаумбург-Липе (1898 – 1974), а Каролина-Матилда (1912 – 1995) – на (1933) Кнут (1900 – 1976), син на датския крал Кристиан X.

### Кристиан X
Най-големият син на Фредерик VIII, Кристиан X (1912 – 1947), наследява короната на Дания, а по-късно е провъзгласен и за крал на Исландия (1918 – 1944). До началото на Първата световна война неговото правителство се придържа към строг неутралитет. Според Версайския договор (1919) Северен Шлезвиг, дотогава германско владение, е присъединен към Дания. През април 1940 г. в страната нахлуват германски войски. Кралят се обявява за затворник и поддържа съпротивата, особено през 1943 г., когато е поставен под стража в своя дворец в Копенхаген. След капитулацията на Германия (1945) с негово съдействие демокрацията в страната е възстановена. Кристиан X се жени през 1898 г. за Александрина (1879 – 1952), дъщеря на великия херцог Фридрих-Франц II фон Мекленбург-Шверин. Има двама синове: Фредерик IX (1899 – 1972) и Кнут (1900 – 1976). Кнут сключва брак (1933) с братовчедка си Каролина-Матилда (1912 – 1995), дъщеря на датския принц Харалд Глюксбург. Има три деца: Елизабет (род. 1935), неомъжена; граф Инголд Розенборг (род. 1940), женен (1968) за Инге Торней (1938 – 1996); граф Кристиан Розенборг (род. 1942), баща на три дъщери от брака си (1971) с Анна-Дорте Малторф-Нилсен (род. 1947).

### Фредерик IX, Маргрете II, Фредерик X
След смъртта на Кристиан X престолът се наследява от първородния му син Фредерик IX (1947 – 1972). Той е женен (1935) за Ингрид (1910 – 2000), дъщеря на шведския крал Густав VI Адолф. Има три дъщери: Маргрете II (род. 1940); Бенедикте (род. 1944), омъжена (1968) за принц Рихард фон Зайн-Витгенщайн-Берленбург (род. 1934); Анна-Мария (род. 1946), гръцка кралица чрез брака си (1964) с Константинос II. Неговата наследница Маргрете II (1972 – 2024) сключва брак (1967) с граф Анри дьо Монпьоза (принц Хенрик, род. 1934) и има двама синове: престолонаследника Фредерик X (род. 1968), крал на Дания от 2024 г. и Йоахим (род. 1969), женен (1995) за Александра-Кристина Мансли, специалистка по икономика в Хонконг.
Крале на Дания (от 1863 г.)
- 1863 – 1906 Кристиан IX (1818 – 1906), четвърти син на херцог Фридрих Вилхелм
- 1906 – 1912 Фредерик VIII (1843 – 1912), син на Кристиан IX
- 1912 – 1947 Кристиан X (1870 – 1947), син на Фредерик VIII, крал на Исландия (1918 – 1944)
- 1947 – 1972 Фредерик IX (1899 – 1972), син на Кристиан X
- 1972 – 2024 Маргрете II (род. 1940), дъщеря на Фредерик IX
- от 2024 Фредерик X (род. 1968), син на Маргрете II

## Крале на Гърция

### Георгиос I
Основател на династията на Глюксбургите в Гърция е Георгиос I (1863 – 1913), втори син на датския крал Кристиан IX. Той получава короната на Гърция след отстраняването на Отон I Вителсбах. Новият монарх е покровителстван и от трите велики сили – Англия, Франция и Русия. Стреми се да забрави чуждестранния си произход, защитава гръцките национални интереси и през 1964 г. подкрепя приемането на демократична конституция През 1867 г. се жени за Олга (1851 – 1926), дъщеря на великия княз Константин Николаевич Романов, която му ражда осем деца, едно от които (Олга) умира на седеммесечна възраст.
- Константинос I (1868 – 1923), бъдещия крал на Гърция;
- Георгиос (1869 – 1957) е командващ флота на Гърция. През 1898 г. е назначен за върховен комисар на Великите сили в автономен Крит, но през 1906 г. се оттегля от длъжността си. През 1907 г. сключва брак с Мари-Летиция 1882 – 1962), дъщеря на Ролан Бонапарт, от която има две деца:
  - Петър (Петрос) (1908 – 1980), женен (1939) за Ирина Александровна Овчинникова (1900 – 1990), от която няма деца;
  - Евгения (1910 – 1989), 1-ви брак (1938, развод 1946) с полския княз Райнер (Доминик) Радзивил (1911 – 1976); 2-ри брак (1949) с италианския принц Раймон до Торе-е-Тасо (1907 – 1986)
- Александра (1870 – 1891), омъжена (1889) за великия княз Павел (1860 – 1919), син на руския император Александър II;
- Николай (1872 – 1938), женен (1902) за Елена (1882 – 1957), дъщеря на руския велик княз Владимир Александрович, от която има три дъщери:
  - Олга (1903 – 1977), омъжена (1923) за югославския принц Павел Караджорджевич;
  - Елисавета (1904 – 1955), омъжена (1934) за граф Теринг Етенбах (1900 – 1967);
  - Мария (Марина) (1906 – 1968), омъжена (1934) за Джордж Едуард александър Едмунд, херцог на Кент (1902 – 1942);
- Мария (1876 – 1940), съпруга (от 1900) на великия княз Георгий Михайлович Романов (1863 – 1919);
- Андрей (Андреас) (1882 – 1944), женен (1903) Алис (1885 – 1969), дъщеря на принц Лудвиг Александър фон Батенберг, маркиз на Милфорд-Хейвън, от която има пет деца:
  - Маргарита (1905 – 1981), омъжена (1931) за принц Готфрид фон Хоенлое-Лангенбург (1897 – 1960);
  - Теодора (1906 – 1669), омъжена (1931) за маркграф Бертхолд фон баден (1906 – 1963);
  - Сесилия (1911 – 1937), омъжена (1931) за принц Георг-Донатос фон Хесен-Дармщат (1906 – 1937);
  - София (1914 – 2001), 1-ви брак (1930) с Кристоф фон Хесен-Касел (1901 – 1943), 2-ри брак (1946) с Георг-Вилхелм фон Хановер (1915 – 2006)
  - Филип Маунтбатън (1921 – 2021), херцог на Единбург, женен (1947) за британската кралица Елизабет II;
- Христофор (1883 – 1940), женен (1928) за Франсоаз (1902 – 1953), дъщеря на херцог Жан д’Орлеан:
  - Михаил (1939 – 2024), женен (1965) за Марина Карела (род. 1940):
    - Александра (род. 1968), омъжена (1998) за Николай Мирзоянц (род. 1963);
    - Олга-Изабела (род. 1971), омъжена (2008) за Аймон Савойски, граф на Апулия (род. 1967).[5]

### Константинос I, Александрос I
Константинос I (1913 – 1917; 1920 – 1922), първороден син на Георгиос I, се възкачва на трона година преди началото на Първата световна война. Подкрепя Централните сили, но тъй като гръцкият министър председател Елевтериос Венизелос е на страната на Антантата, той е принуден да абдикира през юни 1917 г. в полза на втория си син Александрос I (1917 – 1920). Новият крал управлява кратко и умира твърде млад. От съпругата (1919) си Аспазия Манос (1896 – 1972) той има дъщеря Александра (1921 – 1993), която през 1944 г. се омъжва за краля на Югославия Петър II Караджорджевич. През 1920 г. на престола в Гърция се завръща отново Константинос I, но след поражението на гръцката армия в Анадола (1922) е свален. Този път той абдикира в полза на най-големия си син Георгиос II (1922 – 1924; 1935 – 1947). През 1889 г. Константинос I се жени за София (1870 – 1932), дъщеря на германския император Фридрих III, от която има шест деца:
- Георгиос II (1890 – 1947), бъдещ крал на Гърция;
- Александрос I (1893 – 1920), бъдещ крал на Гърция;
- Елена (1896 – 1982), омъжена (1921, развод 1928) за бъдещия крал на Румъния Карол II;
- Павлос I (1901 – 1964), бъдещ крал на Гърция;
- Ирина (1904 – 1974), омъжена (1939) за Аймоне ди Савоя (1900 – 1948);
- Екатерина (1913 – 1957), омъжена (1947) за Ричарз Брандам (1911 – 1994).[5]

### Георгиос II
Новият крал [[Георгиос II] е изправен още в началото на своето управление пред силното опозиционно Венизелистко движение, което на плебисцит през 1924 г. обявява държавата за република. Кралят се оттегля в изгнание, но на изборите през ноември 1935 г. неговите привърженици печелят мнозинство. [[Георгиос II] се завръща в Атина благодарение на регента Георгиос Кондилис. От 1936 до 1940 г. властта реално е в ръцете на генерал Йоанис Метаксас, който отхвърля италианския ултиматум, целящ да предизвика война (1940). Гръцката армия първоначално печели победи над италианците, но през април 1941 г. в страната нахлуват германски войски. [[Георгиос II] избягва на остров Крит, после в Кайро и накрая се установява в Лондон (1941 – 1944). Там той създава правителство на свободна Гърция, но след прогонването на хитлеристките сили не успява да се завърне веднага в родината си. От 1944 до 1946 г. в Гърция бушува гражданска война и кралят си възвръща престола едва през септември 1946 г. Той не оставя наследници от брака си през 1921 г. с Елисавета (Елизабет) (1894 – 1956), дъщеря на румънския крал Фердинанд I, с която се развежда през 1935 г.

### Павлос I, Константинос II
След смъртта на Георгиос II (1947) за крал на Гърция е коронован неговият брат Павлос I (1947 – 1964). При обявяването на републиката през 1924 г. той напуска страната. След завръщането си през 1935 г. се жени (1938) за Фредерика (1914 – 1981), дъщеря на Ернст-Август фон Хановер, последен херцог на Браунщвайг. От нея има три деца: София (род. 1938), която става испанска кралица чрез брака си (1962) с Хуан Карлос I; Константинос II (1940 – 2023); Ирина (род. 1942), неомъжена. Синът му Константинос II (1964 – 1973) е свален от престола през 1967 г. и принуден да емигрира в Англия, а в Гърция, през 1973 г. се установява републиканско управление. Кралят е женен (1964) за Анна-Мария (род. 1946), дъщеря на датския крал Фредерик IX. От този брак се раждат пет деца: Алексия (род 1965), омъжена за испанския архитект Карлос Моралес Кинтана; Павел (род. 1967), херцог на Спарта; Николаос (род. 1969); Теодора (род. 1983); Филип (род. 1986). Престолонаследникът Павел сключва брак през 1995 г. с Мария Чентел-Милър (род. 1969), дъщеря на британски милионер, от която има пет деца: Мария-Олимпия (род. 1996); Константинос-Алексиос (род. 1998); Николаос (род. 2000); Одисеас Кимон (род. 2004); Анастасис Ставрос (род. 2008).
Крале на Гърция (1863—1973)
- 1863 – 1913 Георгиос I (1845 – 1913), втори син на Кристиан IX Датски
- 1913 – 1917; 1920 – 1922 Константинос I (1868 – 1923), старши син на Георгиос I
- 1917 – 1920 Александрос I (1893 – 1920), втори син на Георгиос I
- 1922 – 1924; 1935 – 1947 Георгиос II (1890 – 1947), старши син на Константинос I
- 1947 – 1964 Павлос I (1901 – 1964), трети син на Константинос I
- 1964 – 1973 Константинос II (1940 – 2023), син на Павлос I

## Крале на Норвегия
През 1905 г. за крал на независима Норвегия е провъзгласен Хокон VII (1905 – 1957), втори син на датския крал Фредерик VIII. Неговата съпруга (от 1896) Мод (1869 – 1938) е дъщеря на английския крал Едуард VII. След смъртта на Хокон VII (1957) престола на Норвегия наследява неговият син Олаф V (1957 – 1991), който е женен (1929) за Марта (1901 – 1954), дъщеря на шведския принц Карл Бернадот. От брака им се раждат три деца: Рагнхилд (1930 – 2012), омъжена (1953) за Ерлинг Свенд Лорентцен; Астрид (род. 1932), омъжена (1961) за Ханс (Йохан) Мартин Фернер; Харалд V (род. 1937). Днешният крал Харалд V се възкачва на престола през 1991 г. Той е женен (1968) за Соня Харалдсен (род. 1937) и е баща на принцеса Марта-Луиза (род. 1971), омъжена (2002) за Арн Михаел Бен (род. 1972) и престолонаследника Хокон Магнус (род. 1973). През 2001 г. принц Хокон сключва брак с Мете-Мерит, норвежка без благороднически произход, от която има две деца: Ингрид Александра (род. 2004) и Свер Магнус (род. 2005).
Крале на Норвегия (от 1905 г.)
- 1905 – 1957 Хокон VII (1872 –1957), втори син на датския крал Фредерик VIII
- 1957 – 1991 Олаф V (1903 – 1991), син на Хокон VII
- от 1991 Харалд V (род. 1937), син на Олаф V